# Gabriel García Maroto
Gabriel García Maroto (La Solana, 1889-Temixco, 1969) fue un pintor, ilustrador, impresor y escritor español perteneciente a la generación del 27, padre del poeta y político Gabriel García Narezo y del pintor José García Narezo.

## Biografía
De familia de impresores, su formación modernista puede seguirse repasando los libros de poesía, teoría y crítica artística que publicó entre 1910 y 1920. En 1910 participó en la Exposición Nacional de Bellas Artes y viajó a Italia gracias a una beca. En 1919 tomó parte en la Exposición Internacional de Pintura y Escultura de Bilbao y celebró una individual en el Ateneo de Madrid; en el catálogo cita a José Ortega y Gasset y habla de su admiración por Paul Cézanne, "el gusto por las armonías ordas y openetrantes y el amor por el color y la forma puros". En 1920 pintó una serie de interesantes lienzos postcubistas y de temática suburbial madrileña. En 1922 volvió a exponer en el Ateneo junto a Cristóbal Ruiz, Javier Winthuysen y Rafael Barradas; este último ejerció una cierta influencia sobre él y lo retrató junto a Federico García Lorca, que era su amigo y al que pagó y editó en su propia imprenta el Libro de poemas de 1921. Más tarde, en 1929, los dos amigos volverían a encontrarse en Nueva York, según el biógrafo del poeta granadino, Ian Gibson.

A partir de entonces se acercó en su pintura y sobre todo en sus ilustraciones a los postulados de la Vanguardia, de la que se convirtió en uno de los principales activistas. De sus prensas salieron la revista de Juan Ramón Jiménez Índice, el ya citado Libro de poemas (1921) de Lorca, Espigas, de Luis de la Jara, la Antología de Poemas de Milosz traducida por Augusto d'Halmar y el Poema del campo (1925) de José María Hinojosa. En 1923 expuso en el Salón de la Veda de Palma de Mallorca, dedicando la exposición a la memoria de Darío de Regoyos; en el catálogo, lujosamente editado, incluyó una serie de prosas y poemas suyos de temática mallorquina. En 1925 expuso en Madrid, Barcelona y Bilbao, y participó en las actividades de la Sociedad de Artistas Ibéricos, desencadenante de la exposición del mismo nombre. A lo largo de los años veinte publicó una serie libros de dibujos: Madrid visto por un pintor, 37 escorzos, Temas para cuadros futuros (Madrid, Revista de Occidente, 1925), Toledo visto por un pintor, 40 escorzos, Temas para cuadros futuros (Madrid, Revista de Occidente, 1925), Andalucía vista por el pintor Maroto, 105 dibujos y 25 glosas (Nadrid, Biblos, 1927), La España Mágica (Madrid: Biblioteca Acción, 1927), Verbena de Madrid (Madrid: La Gaceta Literaria, 1927), Jesús entre nosotros (Madrid: Biblioteca Acción, 1927), trabajos donde afirma su ‘postcubismo popula’r, muy personal pese a la influencia de Vázquez Díaz y Barradas. Toda esta época se resume en su libro 65 dibujos, grabados y pinturas con una autocrítica y diferentes opiniones acerca de este pintor (Madrid: Biblos, 1927).

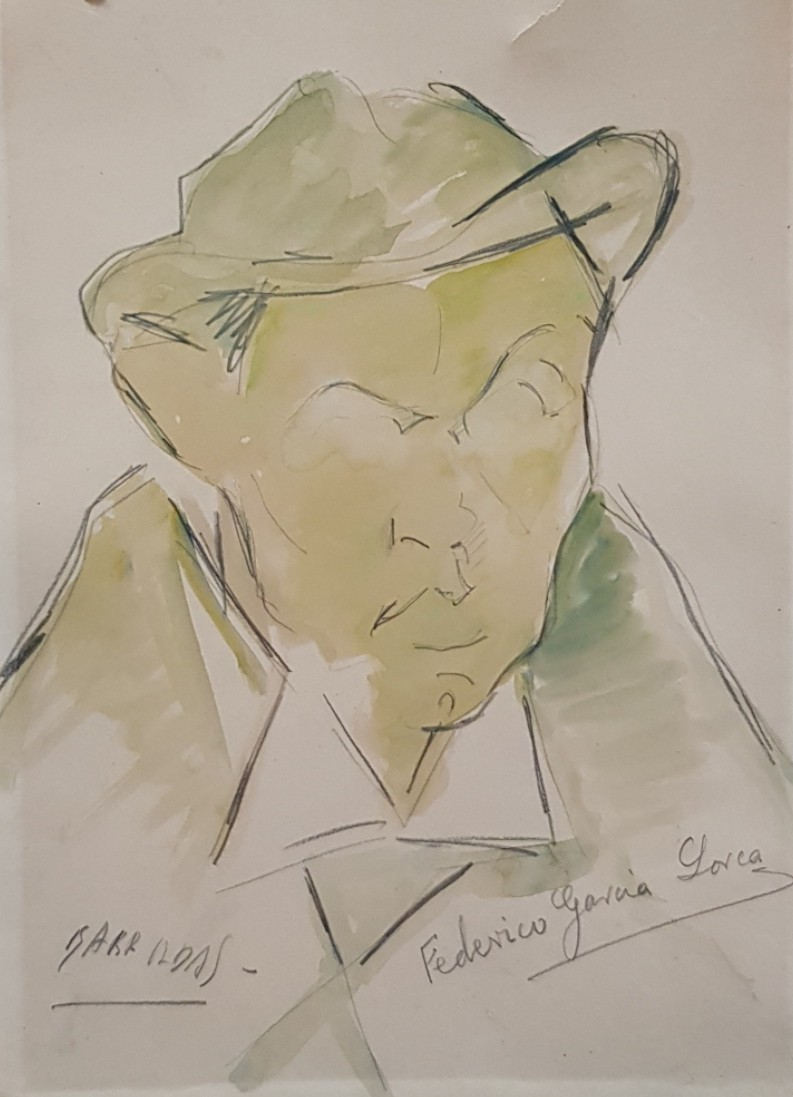
Retratado por Barradas

Fue colaborador gráfico de revistas como La Esfera y de otras más específicamente literarias, como La Gaceta Literaria (cuya cabecera y anagrama dibujó), Martín Fierro, Nueva España, Revista de las Españas y Revista de Occidente. No colaboró en Litoral, pero sus redactores tuvieron el proyecto de una carpeta de dibujos andaluces suyos. Junto con Ángel Pumarega (exfundador de la Unión Cultural Proletaria en 1922 y futuro redactor de Mundo Obrero), fundó la editorial Biblos, donde además de algunos de sus libros de dibujos ya mencionados publicó el Almanaque de las Artes y las Letras para 1928, compendio de lo mejor de la España de su tiempo, y su utopía La Nueva España 1930 (1927), donde bajo la forma de una supuesta crónica de la España del año aludido en su título traza un programa de reformas. Hizo la cubierta de La espuela de Francisco Arderíus y el retrato de Mauricio Bacarisse en El paraíso desdeñado (1928).
En 1926 pronunció, en el marco de la Exposición de Joven Pintura Mexicana, muestra de los alumnos de Ramos Martínez, una conferencia recogida en el folleto La revolución artística mexicana. Una lección (Madrid: Imp. E. Giménez, 1926). En 1927, tras exponer en la Unión Iberoamericana de Madrid, marchó precisamente a México, del que era originaria su esposa, Amelia Narezo. En el primer número de Contemporáneos, cuya cubierta diseñó, publicó un polémico artículo sobre Diego Rivera. Fruto de esta estancia son sus libros Veinte dibujos mexicanos (Madrid: Biblioteca Acción, 1928), reseñada en Contemporáneos por Celestino Gorostiza, sus ilustraciones para Crucero (1928) de Genaro Estrada, y para España fiel (México, Cultura, 1928) de Manuel Gómez Morín y el monumental 6 meses de acción artística popular (Morelia, Edición del Estado de Michoacán, 1932), donde recoge su experiencia en las escuelas de aquel estado, cuyo gobernador era entonces el futuro presidente Lázaro Cárdenas del Río. Durante el año 1930 residió en Nueva York, desde donde colaboró en Bolívar y donde recibió a Federico García Lorca, y en La Habana, donde colaboró en Bohemia y Revista de Avance; de resultas de este segundo viaje surgió su álbum de veinte xilografías Cuba (La Habana, 1931). En 1934 regresó a España, presentando el fruto de su trabajo en la muestra "Seis años de Acción Artística en América 1927-1934", que se celebró en el Museo de Arte Moderno, y con motivo de la cual le dedicó una doble plana Gaceta de Arte, con textos de Ángel Ferrant y Guillermo de Torre, entre otros. Encontramos su firma en el Almanaque literario 1935. 
Tras la Guerra Civil, en la cual fue miembro de la directiva de la Asociación de Intelectuales Antifascistas para la Defensa de la Cultura y dirigió el servicio de propaganda del Ministerio de Instrucción Pública, para el que ordenó el cuaderno Los dibujantes en la guerra de España (Madrid-Valencia, Ediciones Españolas, 1937), regresó a México, en torno a cuya cultura publicó varios libros, siendo especialmente destacable el titulado Arquitectura popular de México (México, 1954).
Gabriel García Maroto se casó en primeras nupcias con la mexicana Amelia Narezo Dragonné, con quien tuvo tres hijos: el poeta y fotógrafo Gabriel García Narezo (Barcelona, 1916-México), el pintor surrealista José García Narezo (Madrid, 1922-México, 1994) y Sara García Narezo. Después de enviudar, Gabriel García Maroto se casó en la Ciudad de México[cita requerida] en segundas nupcias, con Ángeles Egea Ramos, con quien vivió hasta su fallecimiento en Temixco.
Existe una reedición de La nueva España 1930 (Madrid: Tecnos, 1988) con prólogo de José Luis Morales y Marín.

## Obras
- Teoría de las artes nobles. Elementos de Filosofía e Historia. Madrid: Imprenta de Rogelio de la O / Librería Fernando Fe, s. a. (1912).
- La caravana pasa: libro escrito para alivio de caminantes, solaz de mozas enamoradas y entretenimiento de pícaros y hampones, por el pintor Gabriel García Maroto... Madrid: Imprenta de Rogelio de la O., 1912.
- El año artístico. Relación de sucesos acaecidos al arte español en el año mil novecientos doce. Corregidos y comentados.... Madrid: Imprenta de José Fernández Arias, 1913.
- Federico Beltrán y la Exposición Nacional de Bellas Artes de MCMXV. Madrid: Imp. Española, 1915.
- Madrid visto por un pintor
- 37 escorzos
- Temas para cuadros futuros (Madrid, Revista de Occidente, 1925)
- Toledo visto por un pintor
- 40 escorzos
- Temas para cuadros futuros (Madrid, Revista de Occidente, 1925)
- Andalucía vista por el pintor Maroto. 105 dibujos y 25 glosas Madrid: Ediciones Biblios, 1927.
- 105 dibujos y 25 glosas (Nadrid, Biblos, 1927)
- La España Mágica (Madrid: Biblioteca Acción, 1927)
- Verbena de Madrid (Madrid: La Gaceta Literaria, 1927)
- Jesús entre nosotros, con 33 dibujos en color de Maroto. Textos del Evangelio según la versión del Padre Petit (Madrid: Biblioteca Acción, 1927).
- 65 dibujos, grabados y pinturas con una autocrítica y diferentes opiniones acerca de este pintor (Madrid: Biblos, 1927).
- Galería de los poetas nuevos de México [Nueva antología de poetas mexicanos]. Selección y grabados de G. G. M. Madrid: La Gaceta Literaria, 1928.
- Nueva Antología de Poetas Mexicanos (González Rojo, J. Gorostiza, Maples Arce, Salvador Novo, Ortiz de Montellano, Owen, Pellicer, Torres Bodet, Villaurrutia). Selección y grabados de G. G. M. Madrid: La Gaceta Literaria, 1928
- La revolución artística mexicana. Una lección (Madrid: E. Giménez, 1926).
- La Nueva España 1930. Resumen de la vida artística española desde el año 1927 hasta hoy (Madrid:  Biblos, 1930). Hay ed. facsímil (Madrid: Tecnos, 1988).
- 6 meses de acción artística popular (Morelia, Edición del Estado de Michoacán, 1932)
- Los dibujantes en la guerra de España (Madrid-Valencia, Ediciones Españolas, 1937)
- El valle de México. II Texto y fotografías. México: Publicaciones Hora de México, 1941. *Arquitectura popular de México (México, 1954).
- Hombre y Pueblo. 1. México: Hora de México, s. a.